# Serdobsk
Serdobsk (russisch Сердобск) ist eine Stadt in der Oblast Pensa (Russland) mit 35.393 Einwohnern (Stand 14. Oktober 2010).

## Geografie
Die Stadt liegt am Westrand der Wolgaplatte etwa 110 km südwestlich der Oblasthauptstadt Pensa an der Serdoba, einem linken Nebenfluss des in den Don mündenden Chopjor.
Serdobsk ist Verwaltungszentrum des gleichnamigen Rajons.
Die Stadt liegt an der 1894–1896 eröffneten Eisenbahnstrecke Balaschow–Rtischtschewo–Pensa.

## Geschichte
Der Ort entstand 1699 als befestigte Siedlung Serdobinskaja Sloboda. Mitte des 18. Jahrhunderts Bolschaja Serdoba genannt, erhielt der Ort am 7. November 1780 das Stadtrecht als Verwaltungszentrum eines Kreises (Ujesds) der Statthalterschaft Saratow (ab 1782 Gouvernement) unter dem Namen Serdob, später Serdobsk. Die Bezeichnung von Fluss und Stadt ist von mordwinischen сярдо/ sjardo für Hirsch oder Elch abgeleitet.
Im 19. Jahrhundert war die Stadt landwirtschaftlich geprägt. In den 1920er und 1930er Jahren entstanden erste größere Betriebe der Lebensmittelindustrie, im Zweiten Weltkrieg wurden Maschinenbaubetriebe aus dem Westteil des Landes in die Stadt verlagert.

### Bevölkerungsentwicklung
| Jahr | Einwohner |
| ---- | --------- |
| 1795 | 1.376     |
| 1897 | 7.381     |
| 1926 | 11.220    |
| 1939 | 12.807    |
| 1959 | 26.119    |
| 1970 | 33.783    |
| 1979 | 39.936    |
| 1989 | 43.518    |
| 2002 | 37.738    |
| 2010 | 35.393    |

Anmerkung: ab 1897 Volkszählungsdaten

## Kultur und Sehenswürdigkeiten

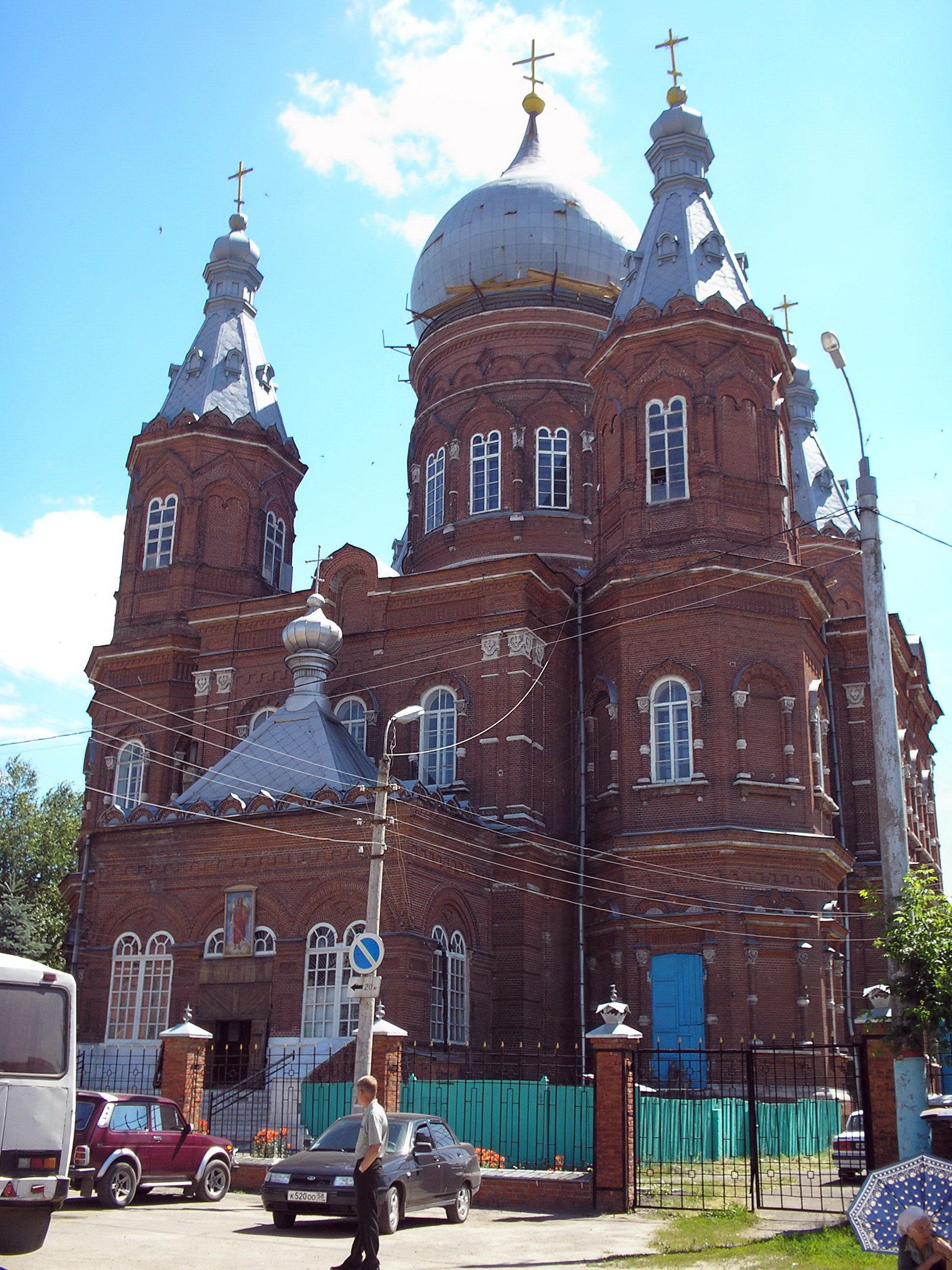
Erzengel-Michael-Kathedrale

In Serdobsk sind mehrere Gebäude des 19. und beginnenden 20. Jahrhunderts erhalten, unter anderem das der Semstwoverwaltung (1875), des Mädchengymnasiums (1910), der Realschule (1913), der Feuerwache, sowie die Erzengel-Michael-Kathedrale (собор Михаила Архангела/ sobor Michaila Archangela) aus den Jahren 1895–1905.
Bereits seit 1919 gibt es ein Heimatmuseum.
20 Kilometer westlich der Stadt, im Dorf Nadeschdino, liegen Palast und Park des Fürsten A.B. Kurakin vom Ende des 18./ Anfang des 19. Jahrhunderts.

## Wirtschaft
Wichtigstes Unternehmen der Stadt ist die Maschinenfabrik, ein Zulieferer für das Moskauer Fahrzeugwerk ZIL. Daneben gibt es Werke für Glühlampen, Uhren und Möbel sowie verschiedenen Fabriken der Lebensmittelindustrie.

## Söhne und Töchter der Stadt
- Pawel Jablotschkow (1847–1894), Ingenieur und Erfinder